# Tryphosella pusilla
Tryphosella pusilla är en kräftdjursart som beskrevs av Sars 1879. Tryphosella pusilla ingår i släktet Tryphosella och familjen Lysianassidae. Inga underarter finns listade i Catalogue of Life.